# ミルメコレオ

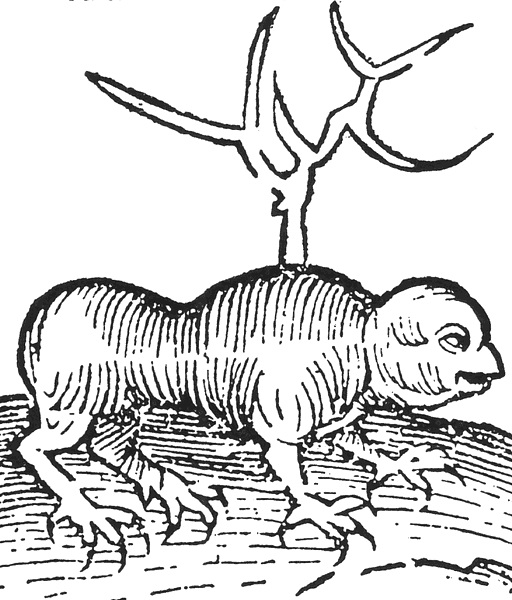
マイデンバッハの『健康の園』（1491）に描かれたミルメコレオ

ミルメコレオ（Myrmecoleo、「蟻獅子」の意）は、ヨーロッパの伝説上の生物。ライオンとアリの性質を合わせ持つ生物とされる。中世ヨーロッパの教本『フィシオロゴス』、フランスの小説家ギュスターヴ・フローベールによる『聖アントワーヌの誘惑』、ホルヘ・ルイス・ボルヘスらによる『幻獣辞典』などに記述がある。「ミルメコレオ」の表記は、晶文社『幻獣辞典』（柳瀬尚紀訳）などによるもので、ほかの日本語表記では「ミュルメコレオ」「ミュルメコレオン」などがあり、「アリライオン」との和訳表記もある。別名をアントライオン(Antlion)ともいう。

## 概要
『フィシオロゴス』によれば、ミルメコレオはライオンの父とアリの母を持つ生物で、顔はライオン、首から下がアリの姿とされる。『聖アントワーヌの誘惑』の記述では、前半身がライオン、後半身がアリの姿とされ、生殖器が逆向きに付いているという特徴がある。脚については、前の1対がライオン、後ろの2対がアリのものとの説もある。
このような2つの性質を合わせ持つ生物は、古代の西洋ではアリの顔を持つ父親から生まれた悪魔の創造物ともいわれた。アリとライオンの結婚で生まれるとも、ライオンがアリの卵を妊娠させることで生まれるともいい、アリの卵にライオンの精子がかかることで生まれるとの解釈もある。
『フィシオロゴス』では、この2つの生物の性質を受け継いだミュルメコレオンは、肉食のライオンの性質のために植物を食べることができず、アリの性質のために肉を食べることもできず（当時、アリは草食と考えられていた）、餌を得られないために滅びると記述されている。
別説では、ミルメコレオはアリ同様に地中の巣の卵から孵化するが、地中でかなりの大きさに成長してしまうために地中で身動きがとれず、自力で巣から出るためにほとんどが死んでしまう。偶然、人間や獣が地面を掘ったときだけ地上へ這い出すことができるが、前述のような食性のためにすぐに死んでしまうのだという。

## 寓話での描写
『フィシオロゴス』では、『マタイによる福音書』『シラ書』などのキリスト教の書物を引用し、肉食と草食の両方という矛盾した食性を持つミルメコレオと同様、人間も2つの心を持つと安らぎが得られないため、物事に二股をかけてはならないと戒めており、神と悪魔の両方に使える二心の持ち主の運命を象徴的に示したものともされた。
アリとライオンの混血というイメージはヨーロッパに広く普及し、動物寓意譚などでも多く語られた。中世の寓話では二重人格の人間のたとえとされ、滅ぶべき存在と見なされた。
また、ライオンの口が肉を食べても、アリの腹がそれを消化できないため栄養がとれず、飢えるためにさらに凶暴に肉をむさぼるとの解釈により、欲望に動かされて身を滅ぼす悪魔の象徴ともみなされ、学者たちにより、信徒たちへの説教の題材にも用いられた。

## 実在の生物との関連
後代の寓話では、前述のような食性の矛盾に関する描写はあまりに不自然なために省かれ、砂の中に隠れてライオンのようにほかのアリを捕食し、その体液を吸い、冬場の穀物の蓄えを奪う生物と考えられた。この描写から「アントライオン」の別名は、やがて博物学者によりウスバカゲロウの幼虫であるアリジゴクを指す表現として用いられるようになった。コウスバカゲロウ属の学名である「Myrmeleon」もまた、このミルメコレオに由来している。

## 由来
ミルメコレオの由来は、聖書の誤訳と考えられている。旧約聖書の『ヨブ記』4章11節に「雄じしは獲物を得ずに滅び」と記されており、ヘブライ語の聖書が七十人訳聖書（ギリシア語）に翻訳される過程で、ヘブライ語のlaiisch (ליש)を一般的な獅子（λέων, leon）とせずに、アイリアノスやストラボンが記すアラビアの獅子ミュルメクス（μυρμηξ, myrmex）という語が獅子（λέων, leon）に付加されたμυρμηκολέων との記述ができあがった。ところが「ミュルメクス」（μυρμήκι）は、ギリシャ語では蟻を意味するため「アリライオン」と勘違いされてしまい、ライオンとアリを合成した生物が想像され、さらに「『アリライオン』は獲物を得ずに滅び」という妙な文句から幻想的な物語が創造され、中世の動物物語へと展開していったものと考えられている。